# Estación de Matallana
Matallana (también conocida como Matallana-Empalme) es el nombre de una estación ferroviaria situada en el Barrio de la Estación en el municipio español de Matallana de Torío, en la provincia de León (Castilla y León). Forma parte de la red de ancho métrico de Adif, operada por Renfe Operadora a través de su división comercial Renfe Cercanías AM. Está integrada dentro del núcleo de Cercanías León al pertenecer a la línea C-1f, que une la estación de León-Matallana con la estación de Cistierna, actuando de cabecera norte de algunos servicios que finalizan recorrido en esta estación. Cuenta también con servicios regionales de la línea R-4f, que une Léon con Bilbao. En 2021 la estación registró la entrada de 16 398 usuarios, correspondientes a los servicios de cercanías y regionales de Media Distancia.

## Situación ferroviaria
La estación, que se encuentra a 988,89 metros de altitud, forma parte de los trazados de las siguientes líneas férreas:
- Línea férrea de ancho métrico de La Robla (León) a Bilbao (conocido como Ferrocarril de La Robla), punto kilométrico 10,8,[4] tomando La Robla como punto de partida.
- Línea férrea de ancho métrico de León-Matallana a Matallana, punto kilométrico 28,3,[4] tomando León-Matallana como punto de partida.

En ambos casos el trazado es de vía única y sin electrificar. Según Adif, la denominación oficial de la línea a la que pertenece la estación es la 08-790 (Asunción Universidad-Aranguren).
La denominación de Matallana-Empalme hace referencia a que a partir de esta estación, el Ferrocarril de La Robla se divide en dos ramales: el primero, parte de la línea original del mismo, hacia La Robla, y el segundo, hacia León-Matallana.

## Historia
La estación fue abierta al tráfico el 12 de noviembre de 1892 con la puesta en marcha del tramo La Robla-Boñar de la línea que pretendía unir La Robla con Bilbao. La línea no fue oficialmente inaugurada hasta el 11 de agosto de 1894 y La Robla y Bilbao no quedaron definitivamente unidas sin transbordo en Valmaseda hasta 1902.
Las obras y la explotación inicial de la concesión corrieron a cargo de la Sociedad del Ferrocarril Hullero de La Robla a Valmaseda, S.A. (que a partir de 1905 pasó a denominarse Ferrocarriles de La Robla, S.A.). El 1 de enero de 1914 la estación se adhirió al servicio internacional de paquetes postales, estando habilitada para recibir o expedir directamente paquetes postales en las relaciones con todos los países adscritos al mencionado servicio. El servicio se prestaba a domicilio. En el ejercicio presentado en 1925 se verificaron pequeñas reformas en el edificio de viajeros de la estación.
En 1972, FEVE compró la compañía debido a la decadencia que padecía la línea, provocada por la falta de rentabilidad que sufrió la industria del carbón. Sin embargo, bajo el mandato de la empresa pública la explotación empeoró y el servicio de viajeros quedó suspendido entre Matallana y Bercedo-Montija desde el 27 de diciembre de 1991. Esta medida no fue bien aceptada por los vecinos de las zonas afectadas que pidieron su reapertura. En noviembre de 1993, se reabrió el tramo de Matallana a Cistierna y el 19 de mayo de 2003 se reanudó el tráfico de viajeros entre León y Bilbao.
Desde el 1 de enero de 2013, se disolvió la empresa Feve en un intento del gobierno por unificar vía ancha y estrecha, encomendándose la titularidad de las instalaciones ferroviarias a Adif y la explotación de los servicios ferroviarios a Renfe Operadora, distinguiéndose la división comercial de Renfe Cercanías AM para los servicios de pasajeros y de Renfe Mercancías para los servicios de mercancías.

## La estación
Forma parte de las originales de la línea. En 1924 se acometieron pequeñas reformas en el edificio de viajeros de la estación.  En 2022 Adif anunció futuras actuaciones en la estación, consistentes en acondicionar andenes, supresión del bloqueo telefónico y automatización de la línea. En 2023 la prensa local informó de obras futuras en la estación consistentes en adaptar andenes y reconfigurar la playa de vías.

## Servicios ferroviarios

### Regionales
Los trenes regionales que realizan el recorrido León - Bilbao (línea R-4f) tienen parada en la estación. Su frecuencia es de 1 tren diario por sentido. En las estaciones en cursiva, la parada es discrecional, es decir, el tren se detiene si hay viajeros a bordo que quieran bajar o viajeros en la parada que manifiesten de forma inequívoca que quieren subir. Este sistema permite agilizar los tiempos de trayecto reduciendo paradas innecesarias.
Las conexiones ferroviarias entre Matallana y el resto de estaciones de la línea, para los trayectos regionales, se efectúan exclusivamente con composiciones de la serie 2700
| Línea | Origen/Destino   | Paradas intermedias | Destino/Origen |
| ----- | ---------------- | --- | -------------- |
|       | Bilbao Concordia | Amézola · Basurto Hospital · Zorroza-Zorrozgoiti · Iráuregui · Zaramillo · Sodupe · Aranguren · Aranguren-Apeadero · Zalla · Valmaseda · Arla-Berrón · Ungo-Nava · Mercadillo · Cadagua · Bercedo-Montija · Quintana · Espinosa de los Monteros · Redondo · Sotoscueva · Pedrosa · Dosante Cidad · Robredo Ahedo · Soncillo · Cabañas de Virtus · Arija · Llano · Las Rozas de Valdearroyo · Montes Claros · Los Carabeos · Mataporquera · Cillamayor · Salinas de Pisuerga · Vado-Cervera · Castrejón de la Peña · Villaverde-Tarilonte · Santibáñez de la Peña · Guardo-Apeadero · Guardo · La Espina · Valcuende · Puente Almuhey · Cerezal de la Guzpeña · Prado de la Guzpeña · La Llama de la Guzpeña · Valle de las Casas · Sorriba · Cistierna · La Ercina · Boñar · La Vecilla · Matallana · San Feliz · Asunción/Universidad · Ventas/San Mamés | León-Matallana |

### Cercanías
Forma parte de la línea C-1f (León - Guardo-Apeadero) de Cercanías León. Tiene una frecuencia de servicios de 13 trenes diarios por sentido en la relación con León los días laborables, de los cuales 6 continúan recorrido hasta la estación de Cistierna. Uno de estos últimos se prolonga hasta Guardo-Apeadero. Los sábados y festivos circulan 7 trenes diarios por sentido en la relación con León, de los cuales 6 continúan recorrido hasta la estación de Cistierna y uno estos últimos continúa hasta Guardo-Apeadero.
Los servicios ferroviarias entre Matallana y el resto de estaciones de la línea, para los trayectos de cercanías, se prestan con composiciones serie 2700 y de la serie 2600. Esta última serie, renombrada como serie 526, cambió su imagen en 2023, adaptando su librea a los colores corporativos de Cercanías de Renfe.